# Börringesjön
Börringesjön är en sjö i Svedala kommun i Skåne och ingår i Sege ås huvudavrinningsområde. Sjön är 3 meter djup, har en yta på 2,76 kvadratkilometer och befinner sig 48,9 meter över havet. Sjön avvattnas av vattendraget Sege å. Tillflöden kommer från Fjällfotasjön och Havgårdssjön.  Vid provfiske har bland annat abborre, braxen, gers och gädda fångats i sjön.
Vid Börringesjön ligger Borravallen och Lindholmens borgruin. I samband med dikningsarbeten sänktes sjön på 1800-talet så att Klosterviken snördes av och blev en egen sjö. Det gjorde att Börringekloster, som sjön är uppkallad efter, numera ligger en bit från Börringesjön.

## Delavrinningsområde
Börringesjön ingår i delavrinningsområde (615456-134197) som SMHI kallar för Utloppet av Börringesjön. Medelhöjden är 59 meter över havet och ytan är 10,36 kvadratkilometer. Räknas de 3 avrinningsområdena uppströms in blir den ackumulerade arean 39,79 kvadratkilometer. Avrinningsområdets utflöde Sege å mynnar i havet. Avrinningsområdet består mestadels av skog (18 %), öppen mark (14 %) och jordbruk (40 %). Avrinningsområdet har 2,77 kvadratkilometer vattenytor vilket ger det en sjöprocent på 26,7 %.

## Fisk
Vid provfiske har följande fisk fångats i sjön:
- Abborre
- Braxen
- Gärs
- Gädda
- Gös
- Löja
- Mört
- Sarv